# 姚繼可
姚繼可（1534年—1608年），字光父，號又轩，河南開封府許州襄城縣人，民籍，明朝政治人物。

## 生平
嘉靖四十三年（1564年）甲子科河南鄉試第十八名舉人。嘉靖四十四年（1565年）中式乙丑科會試第三百九十八名，三甲第六十二名進士。工部观政，初授南陵令，有神君之号。戊辰（1568年）以治最，征选授四川道试御史，明年实授。奉命巡按直隶、宣大、提督学校，因陈言边务，指斥和戎之陋，拂当事意，疏虽未行，而时论韪之。四年（1570年）十一月外迁四川佥事，分巡重庆等处。丙子（1576年）擢陕西参议，分守庆阳，迁本省副使，兵备定边等处。随擢山西按察使，再擢湖广右布政使，摄左辖事。寻擢陕西左布政使，入觐，即拜都察院右副都御史，巡抚宁夏。庚寅（1590年）以内艰归，禫除，以原官起巡抚陕西。癸巳，升工部右侍郎，上疏请告，不许，时大工烦兴，莅任即奉敕提督工程。甲午（1594年）再恳恩乞身，始予告归葬二子。戊戌（1598年）复起，前官仍奉敕提督工程，逾岁，大工告成，蒙恩嘉赉，满考称最，荷金币之赐，荫一子。时工部正卿久缺，会推，公名居末，上特旨简擢，公疏辞不允。明楼改造，黄河岁修，都城缮筑，舆梁补建，工役烦沓。逮各告成功，而精竭神耗，两目朦矣，屡疏乞休，具蒙温旨勉留，疏至四十五上，岁乙巳（1605年）始得俞旨赐乘传归里，归则杜门谢客，逾二年而告殂，讣闻，上为轸悼，赠太子少保，遣官治葬。

## 家族
曾祖姚偉；祖父姚澤，贈兵部主事，累赠工部侍郎；父姚汝臯，布政司參議，累赠工部侍郎。前母黃氏（封夫人、贈淑人）；母白氏，封夫人、改赠淑人。弟姚继大、姚继久。
配赵氏，封宜人，累赠夫人，改赠淑人。继配王氏，赠夫人，改赠淑人。
子二：长子姚祗承，配高氏，次子姚祗遹，配辛氏，廪生，俱早亡。孙一，姚成性，官生，配高氏，祗承出。曾孙姚兆豸